# Hollands Glorie (album)
Hollands Glorie is een verzamelalbum van Gerard Cox. Op het album staat liedjes uit zijn begintijd bij CNR Records. De grote hits van Cox ontbreken dus.

## Muziek
| Nr. | Titel                               | Duur |
| --- | ----------------------------------- | ---- |
| 1.  | De meisjes van de suikerwerkfabriek | 2:07 |
| 2.  | Het hoeft allemaal niet zo erg      | 2:30 |
| 3.  | En steeds weer                      | 2:33 |
| 4.  | Glazen kom                          | 2:01 |
| 5.  | Liefde zonder vrees                 | 2:34 |
| 6.  | Het moet gezegd                     | 1:39 |
| 7.  | Het duiveltje van Hoh               | 2:48 |
| 8.  | Rompelmoes                          | 3:13 |
| 9.  | Mijn vriendin ging er vandoor       | 3:06 |
| 10. | Hand in hand                        | 4:07 |
| 11. | Meisjes is de stad                  | 1;50 |
| 12. | Dodemansplaat                       | 3;12 |
| 13. | La belle Américaine                 | 4:16 |
| 14. | God is niet dood                    | 2:45 |
| 15. | Rotterdam Zuid                      | 3:40 |
| 16. | De heup van m’n gitaar              | 2:39 |
| 17. | Langharig                           | 3:13 |